# Барбур, Джеймс
Джеймс Барбур (англ. James Barbour; 10 июня 1775 — 7 июня 1842) — американский политический деятель, 18-й губернатор штата Виргиния, с 7 марта 1825 года по 23 мая 1828 года — военный министр США в кабинете президента Джона Куинси Адамса.

## Биография
Родился в округе Ориндж в колонии Виргиния, в семье Томаса Барбура, члена виргинской Палаты бюргеров, и Мэри Пендлтон Томас. Его родители владели большими земельными поместьями. 29 октября 1792 он женился на Люси Джонсон, дочери Бенджамина Джонсона.